# 因登
因登是德国北莱茵-威斯特法伦州的一个市镇。总面积35.93平方公里，总人口6845人，其中男性3339人，女性3506人（2011年12月31日），人口密度191人/平方公里。